# Матавуљ
Презиме Матавуљ према тумачењу академика проф. др Никше Стипчевића могло би да потиче од романизованог балканског језичког староседелачког супстрата, тј. од аромунске (цинцарско-влашке) сложенице „мата-вола“, што би значило „лоша воља“ или намћор, како би рекли Војвођани. Друго мишљење је дала проф. др Милица Грковић која се професионално бавила етимологијом српских презимена или дечанским хрисовуљама, да је презиме Матавуљ могло бити изведено из неког атрибута које карактерише сточарско-пастирско или страчарско-ратничко занимање балканског староседелачког романизованог становништва.
Књижевник Александар Вучо у једној песми написао је стих:
| „ | Мирно спавајте матавуљи(…). | ” |

|}
где „матавуљи“ пише малим словом, што упућује на неко занимање, евентуално војничко или стражарско. На обронцима Папука у југоисточној Славонији, тридесетак км од Славонског Брода северно, код Кутјева, постоји брдо називом „Матавуља“, које је могло некада да буде стражара или караула, Јер се налази изнад некада важне саобраћајнице.
У једној од својих антропографских студија, поп Сава Накићеновић помиње „Матавуље у Грбљу“ што указује на могућу прапостојбину и место настанка презимена Матавуљ. Матавуљи су се највероватније, под притиском турских надирања или крвне освете померали северозападно дуж јадранске обале, где их историјски подаци бележе као православне Србе, до Сплита и Каштела, где бивају конвертовани у католицизам, одакле се северније и северозападније, све до Истре изјашњавају као Хрвати.
Мање је вероватно да је презиме настало од далматинских или истарских Влаха, па да се одатле проширило на исток североисток, јер су миграције становништва углавном ишле у супротном смеру, изузев у случају насељавања Босанске Крајине, која је насељавана са југа, претежно из Херцеговине и Далмације.
У селу Грбавци, постоји шибенски заселак, одакле потиче лоза Симе Матавуља, која је дошла са планине Козаре, из села Козјак, данас Грбавци код Турјака, односно код Градишке. У селу Грбавци постоји заселак Матавуљски Шор, који се на интернету све чешће означава као „Матавуљи“. Из тог места су се средином 17. века одселили преци Симе Матавуља у далматинску Загору или тачније у село Далматинско Косово, где је рођен Симин отац. Његов стриц је био игуман у манастиру Крупа, где је Симо провео неколико година, док је његова мајка покушавала да се закалуђери, пошто је рано остала удовица. Даља прича о пишчевом животу је мање-више позната из његових казивања, исто као и податак да је у његовој породици било чланова обеју конфесија, православне и католичке. Тада то није била реткост, тако да не изненађује податак да је у следећим генерацијама, мада Симо Матавуљ није имао деце, било католичких Хравата и православних Срба.
Рачуна се да је „граница“ између православних и католичких Матавуља иде линијом Хрватске и Босне и Херцеговине, с тим што је у Борову Насељу било осам породица Матавуља, сви православни Срби.
Босански Матавуљи, највећим бројем насељени су у Бањалуци и Градишци су православне вероисповести. И београдски и војвођански и Матавуљи су већином православни Срби, са извесним изузецима, као што је нпр. Петар Матавуљ проф. на Медицинском факултету у Београду, који се изјашњавао као Хрват.